# Distretto di Kaposvár
Il distretto di Kaposvár (in ungherese Kaposvári járás) è un distretto dell'Ungheria, situato nella provincia di Somogy.